# Amathay-Vésigneux
Amathay-Vésigneux är en kommun i departementet Doubs i regionen Bourgogne-Franche-Comté i östra Frankrike. Kommunen ligger i kantonen Ornans som tillhör arrondissementet Besançon. År 2022 hade Amathay-Vésigneux 173 invånare.

## Befolkningsutveckling
Antalet invånare i kommunen Amathay-Vésigneux
Referens:INSEE